# Love Boat
Love Boat (Originaltitel: The Love Boat) ist eine US-amerikanische Fernsehserie, die zunächst von Aaron Spelling Productions, dann von der Douglas S. Cramer Company und schließlich von der The Love Boat Company von 1977 bis 1986 produziert wurde und auf ABC ausgestrahlt wurde. Die deutsche Synchronfassung lief seit 1985 auf Sat.1.

## Inhalt

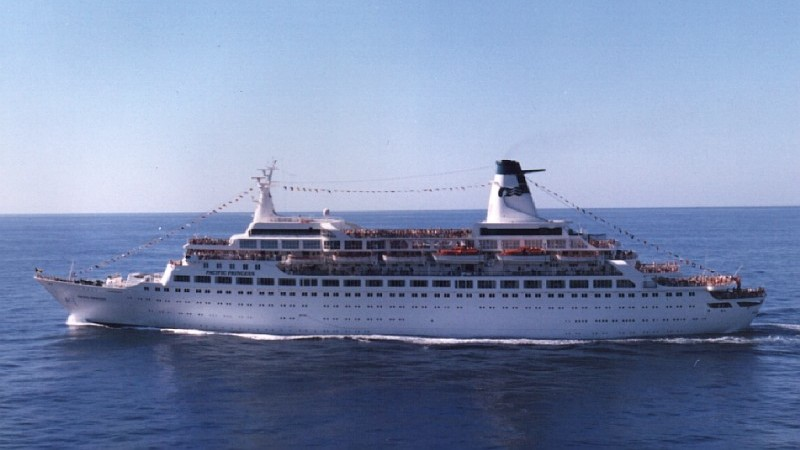
Die Pacific Princess 1984

Das Passagierschiff Pacific Princess fährt mit seiner Crew um Kapitän Stubing über die Weltmeere und steuert die verschiedensten Traumziele, wie die Karibik, Ägypten, Skandinavien, Europa oder Hongkong, an. Die Passagiere sowie die Besatzung erleben während der Fahrt sowohl romantische, spannende oder auch heitere Geschichten.
Die einzelnen Episoden haben meist drei – seltener (vor allem in Doppelfolgen) mehr – Handlungsstränge, die von verschiedenen Autoren verfasst wurden. Für jeden Handlungsstrang steht im Vorspann ein Untertitel. Obwohl die einzelnen Handlungsstränge sich laufend abwechselten, gab es selten Verbindungen zwischen ihnen.

## Besetzung und Synchronisation
Einige der Love-Boat-Folgen haben eine Originallänge von 90 Minuten. Für die deutsche Ausstrahlung auf Sat.1 wurden aus diesen Folgen ganze Handlungsstränge herausgeschnitten, um sie auf 45 Minuten kürzen zu können. Die überlangen Folgen wurden zum Teil auch als Zweiteiler gesendet. Zudem kam es vor, dass die herausgeschnittenen Handlungsstränge in anderen Folgen eingefügt wurden, wofür wiederum andere Handlungsstränge dieser Episoden weichen mussten. Zusätzlich wurden bis heute mehr als 30 Folgen nicht in Deutschland ausgestrahlt.
Die deutsche Synchronfassung entstand bei der Deutschen Synchron in Berlin, für Dialogbücher und Dialogregie zeichnete Hannes Gromball verantwortlich.
Hauptrollen:
| Rollenname                                   | Schauspieler                                      | Deutsche Synchronstimme                            |
| -------------------------------------------- | ------------------------------------------------- | -------------------------------------------------- |
| Captain Merrill Stubing                      | Gavin MacLeod                                     | Joachim Kerzel                                     |
| Dr. Adam „Doc“ Bricker                       | Bernie Kopell                                     | Friedrich G. Beckhaus / Reinhard Kuhnert           |
| Zahlmeister Burl „Gopher“ Smith              | Fred Grandy                                       | Wolfgang Ziffer                                    |
| Bartender Isaac Washington                   | Ted Lange                                         | Manfred Lehmann / Holger Schwiers / Kurt Goldstein |
| Kreuzfahrt-Managerin Julie McCoy             | Lauren Tewes (1977–1984)                          | Karin Buchholz                                     |
| Vicki Stubing, die Tochter des Kapitäns      | Jill Whelan (Gastrollen 1977 und 1978, 1979–1986) | Debora Weigert / Melanie Pukaß                     |
| Kreuzfahrt-Managerin Judy McCoy              | Patricia Klous (1984–1986)                        | Sabine Jaeger                                      |
| Schiffsfotograf Ashley „Ace“ Covington Evans | Ted McGinley (1984–1986)                          | Udo Schenk                                         |

## Gaststars
Typisch für die Serie ist die hohe Dichte an Gaststars. Die Passagiere der jeweiligen Episode wurden vorwiegend von amerikanischen Film- und Fernseh-Stars jener Zeit, seltener auch Musikern, dargestellt, die teilweise auch in mehreren Episoden unterschiedliche Rollen verkörperten. Bekannte Gaststars waren u. a.:
- Don Adams
- Eddie Albert
- Debbie Allen
- Kirstie Alley
- Don Ameche
- Loni Anderson
- Melissa Sue Anderson
- Richard Dean Anderson
- Ursula Andress
- Edward Andrews
- Alison Arngrim
- Frankie Avalon
- Hermione Baddeley
- Douglas Barr
- Kathy Bates
- Anne Baxter
- Meredith Baxter
- Stephanie Beacham
- Ed Begley Jr.
- Shari Belafonte
- Pamela Bellwood
- Dirk Benedict
- Lee Bergere
- Milton Berle
- Bill Bixby
- Linda Blair
- Ray Bolger
- Sonny Bono
- Ernest Borgnine
- Tom Bosley
- Eileen Brennan
- Lloyd Bridges
- Raymond Burr
- Red Buttons
- Cab Calloway
- Leslie Caron
- Diahann Carroll
- David Cassidy
- Carol Channing
- Cyd Charisse
- James Coco
- Dabney Coleman
- Jack Coleman
- Joan Collins
- Chuck Connors
- Joseph Cotten
- Courteney Cox
- Bob Crane
- Billy Crystal
- Robert Culp
- Jamie Lee Curtis
- Bill Daily
- Tony Danza
- Sandy Dennis
- Colleen Dewhurst
- Troy Donahue
- David Doyle
- Howard Duff
- Patrick Duffy
- Patty Duke
- Herb Edelman
- Georgia Engel
- Erik Estrada
- Linda Evans
- Douglas Fairbanks, Jr.
- Morgan Fairchild
- David Faustino
- Corey Feldman
- José Ferrer
- Mel Ferrer
- Joan Fontaine
- John Forsythe
- Michael J. Fox
- Anne Francis
- Gary Frank
- Robert Fuller
- Zsa Zsa Gabor
- Greer Garson
- Janet Gaynor
- Melissa Gilbert
- Robert Ginty
- Ruth Gordon
- Harold Gould
- Robert Goulet
- Farley Granger
- Stewart Granger
- Karen Grassle
- Peter Graves
- Erin Gray
- Lorne Greene
- Andy Griffith
- Ann Guilbert
- Buddy Hackett
- Joan Hackett
- Tom Hanks
- Mark Harmon
- Julie Harris
- Jenilee Harrison
- Lisa Hartman
- David Hasselhoff
- Richard Hatch
- Teri Hatcher
- Olivia de Havilland
- Helen Hayes
- Katherine Helmond
- Florence Henderson
- John Hillerman
- Mitzi Hoag
- Hulk Hogan
- Celeste Holm
- Lee Horsley
- Susan Howard
- Trevor Howard
- Tab Hunter
- Janet Jackson
- John James
- Glynis Johns
- Dean Jones
- Shirley Jones
- Steve Kanaly
- Howard Keel
- Gene Kelly
- George Kennedy
- Werner Klemperer
- Jack Klugman
- Don Knotts
- Diane Ladd
- Lorenzo Lamas
- Dorothy Lamour
- Audrey Landers
- Judy Landers
- Peter Lawford
- Cloris Leachman
- Janet Leigh
- Larry Linville
- Heather Locklear
- Gina Lollobrigida
- Shelley Long
- Patrick Macnee
- Lee Majors
- Randolph Mantooth
- Pamela Sue Martin
- Ricky Martin
- Virginia Mayo
- Rue McClanahan
- Roddy McDowall
- Kristy McNichol
- Anne Meara
- Lee Meriwether
- Ethel Merman
- Ray Milland
- Donna Mills
- John Mills
- Yvette Mimieux
- Erin Moran
- Rita Moreno
- Pat Morita
- William R. Moses
- Julie Newmar
- Leslie Nielsen
- Jeanette Nolan
- Lilli Palmer
- Rowdy Roddy Piper
- The Pointer Sisters
- Markie Post
- Vincent Price
- Luise Rainer
- Phylicia Rashād
- John Ratzenberger
- Donna Reed
- Robert Reed
- Della Reese
- Joe Regalbuto
- Clive Revill
- Debbie Reynolds
- John Ritter
- Joan Rivers
- Tim Robbins
- Doris Roberts
- Pernell Roberts
- Tanya Roberts
- Ginger Rogers
- Cesar Romero
- Mickey Rooney
- Eva Marie Saint
- Telly Savalas
- Martin Short
- Jaclyn Smith
- Suzanne Somers
- Elke Sommer
- Tori Spelling
- Jean Stapleton
- Jerry Stiller
- Susan Sullivan
- Jeffrey Tambor
- Holland Taylor
- Renée Taylor
- The Temptations
- Alan Thicke
- Heather Thomas
- Jay Thomas
- Sada Thompson
- Gordon Thomson
- Claire Trevor
- Lana Turner
- Robert Urich
- Brenda Vaccaro
- Robert Vaughn
- Ben Vereen
- Village People
- Robert Walden
- Nancy Walker
- Ray Walston
- Andy Warhol
- Kristina Wayborn
- Adam West
- Betty White
- Mary Wickes
- Cornel Wilde
- Vanessa Lynn Williams
- William Windom
- Michael Winslow
- Shelley Winters
- Teresa Wright
- Jane Wyatt
- Jane Wyman
- Efrem Zimbalist, Jr.
- Stephanie Zimbalist

## Pilotfilme
Vor Beginn der Serie entstanden drei Pilotfilme:
- 1976: The Love Boat

Der Film handelt von der Reise um den Kapitän Thomas Ford (Ted Hamilton) (die Charaktere „Gopher“, gespielt von Sandy Helberg, und „Isaac“, gespielt von Teddy Wilson, bestanden bereits).
- 1977: The Love Boat II

Hier übernahmen die Darsteller von „Gopher“ Smith und Barkeeper Isaac ihre Rollen, das Schiff wurde von Kapitän Madison (Quinn Redeker) befehligt. Bernie Kopell, der spätere Dr. Bricker, spielte hier die Rolle des Dr. O’Neill.
- 1977: The New Love Boat

Hier waren alle Darsteller dabei, die ab der ersten Staffel auch zur festen Besetzung der Serie gehörten.

## Specials
Nach dem Ende der Serie gab es noch vier Specials in Spielfilmlänge:
- 1986: The Shipshape Cruise
- 1986: The Christmas Cruise
- 1987: Who Killed Maxwell Thorn?
- 1990: The Love Boat: A Valentine Voyage

## Fortsetzung
Zwischen 1998 und 1999 entstand die wenig erfolgreiche Nachfolgeserie Love Boat – Auf zu neuen Ufern mit Robert Urich, der bereits als Gaststar in der Original-Serie aufgetreten war, als Kapitän Jim Kennedy. Weitere Hauptrollen spielen Phil Morris, Stacey Travis, Corey Parker, Randy Vasquez, Kyle Howard und Joan Severance. In der Episode „Die alte Crew“ (englisch „Reunion“) kommen Gavin McLeod, Bernie Kopell, Jill Whelan und Lauren Tewes von der alten Mannschaft noch einmal an Bord des neuen Love Boats.

## Hintergrundinformationen
- Die Serie basiert auf einem Roman von Jeraldine Saunders. In The Love Boats beschreibt sie ihre Erlebnisse auf einem Passagierschiff als Schiffshostess. Auch Elemente der US-amerikanischen Serie The Gale Storm Show, welche zwischen 1956 und 1960 produziert wurde, finden sich in Love Boat wieder.
- Die Mehrheit der Episoden von Love Boat wurden in einem Studio aufgenommen. Nur einige wenige Folgen sowie einige Szenen wurden tatsächlich auf der Pacific Princess gedreht. Eine Ausnahme bilden zudem die Folgen in Überlänge, sie wurden auf verschiedenen Kreuzfahrtschiffen gedreht.
- Aufgrund der häufigen Kulissenwechsel wurde The Love Boat – anders als bei vielen amerikanischen Comedyserien (z. B. Golden Girls, Will & Grace oder The Mary Tyler Moore Show) üblich – nicht in Theateratmosphäre vor anwesendem Studiopublikum aufgezeichnet; hier kamen die Lachgeräusche tatsächlich ausschließlich vom Band.[1] Das im Original enthaltene Hintergrundgelächter wurde in der deutschen Synchronisation jedoch weggelassen.
- Das Titellied Love Boat stammt aus der Feder von Paul Williams und Charles Fox. Interpretiert wurde es von Jack Jones, in der letzten Staffel von Dionne Warwick.
- Obwohl die einzelnen Handlungsstränge einer Episode meist getrennt waren und es selten Überschneidungen gab, gibt es einige Gegenbeispiele. So spielten in einer Episode Robert Reed und Florence Henderson, die zuvor in der Serie Drei Mädchen und drei Jungen (The Brady Bunch) ein Ehepaar mit sechs Kindern spielten, in unterschiedlichen Handlungssträngen. In einer Szene begegnen sich die beiden jedoch, schauen sich fragend an, zucken mit den Achseln und gehen dann beide weiter ihres Weges.
- Für die Folge Abenteuer in der Karibik der US-amerikanischen Serie Drei Engel für Charlie (ebenfalls von Aaron Spelling produziert) war das Love Boat Handlungsort.

- Dreh- und Angelpunkt der Geschichten um das Love Boat war das Schiff Pacific Princess, sie lief unter dem Namen Sea Venture 1971 bei der Nordseewerke GmbH (damals noch zu Rheinstahl gehörend) in Emden (Niedersachsen) vom Stapel. Daneben waren in der Serie im Einsatz:
  - deren Schwesterschiff Island Princess sowie die
  - Stella Solaris (im Mittelmeer),
  - Pearl of Scandinavia (in China),
  - Vistafjord (ab 1981 auch das erste Traumschiff),
  - Royal Viking Sky (in Europa) und
  - Royal Princess (in der Karibik).
- Im Februar 2012 wurde die ehemalige Pacific Princess von einem türkischen Abbrecher für 2,5 Mio. Euro gekauft und in Aliağa abgewrackt.[2] Bei der Überfahrt zur Abwrackwerft kam es zu erheblichen Problemen, das Schiff musste mit starker Schlagseite von Schleppern auf den letzten Seemeilen verholt werden.[3] Zwei Arbeiter kamen während der Demontage durch giftige Dämpfe ums Leben.[4]

## Parodien
- In dem Spielfilm Die unglaubliche Reise in einem verrückten Raumschiff (1982) läuft der Pilot Ted Striker (Robert Hays), nachdem er aus der Nervenheilanstalt geflohen ist, an der Anstaltsmauer an Jack Jones vorbei, der gerade im Rampenlicht das Love-Boat-Titellied singt.
- In Ace Ventura – Ein tierischer Detektiv (1994) begrüßt der Privatdetektiv Ventura den Einlass einer Party mit „Hallo Captain Stubing!“, da er ihm in seiner Uniform stark ähnlich sieht.
- In der Comedy-Reihe Saturday Night Live (1994) wird neben Raumschiff Enterprise – Das nächste Jahrhundert auch das Love Boat parodiert. Picard-Darsteller Patrick Stewart trägt hier eine Kapitänsmütze und steht an einem Steuerrad auf der Brücke der Enterprise. Am Modell des Raumschiffs Enterprise ist die Pacific Princess mit der Untertassensektion verschmolzen. Nach der typischen Star-Trek-Einleitung, die von Stewart etwas anders interpretiert wird (sie beginnt mit „Love, the final frontier …“), wird der Vorspann mit dem Love-Boat-Intro unterlegt.
- In einer Folge der US-Comedyreihe MADtv wurde der Vorspann von Love Boat parodiert. Dabei wurde bei dem Sketch Love-Titanic das Love Boat und Titanic miteinander vermischt.
- In Episode 8 der 6. Staffel von South Park wird der Vorspann von Love Boat als Catholic Boat parodiert.
- In der Serie The L Word – Wenn Frauen Frauen lieben wird ebenfalls Bezug auf Love Boat und Captain Stubing sowie Julie genommen.
- Im Film Running Man hängt im Büro des Moderators ein Plakat mit der Aufschrift „Hate Boat“.
- In T.V. – Total verrückt werden die Teilnehmer der TV-Quotenmessung von zuhause weggelockt, um einen Urlaub auf dem angeblichen Love Boat anzutreten.
- In der Comedy-Reihe Sketch History wird Love Boat unter dem Titel War Boat parodiert, indem die Handlung auf das Schlachtschiff Bismarck verlegt wird und als Hauptfiguren Offiziere der Kriegsmarine auftreten.

## Deutsche Adaption
Die deutsche Fernsehserie Das Traumschiff, die seit 1981 vom ZDF gedreht wird, ist eine Adaption von Love Boat, allerdings sind Inhalte und Stilistik der Serie deutlich anders. Wie im Original sind auch hier die Passagiere bekannte (deutschsprachige) Schauspieler. Im Gegensatz zum Love Boat werden die Episoden des Traumschiffs jedoch alle auf echten Kreuzfahrtschiffen gedreht.